# The Predator
The Predator (oficialment de l'original en anglès, la versió en castellà senzillament com a Predator però també coneguda com a El Depredador o Depredador 4) és una pel·lícula estatunidenca de 2018 pertanyent al gènere de ciència-ficció i d'acció dirigida per Shane Black i escrita per Black i Fred Dekker. És el quart lliurament de la sèrie de pel·lícules Predator, i té lloc entre els esdeveniments de Predator 2 (1990) i Predators (2010). Black va tenir un paper secundari en la pel·lícula original Predator de 1987, mentre que Joel Silver, John Davis i Lawrence Gordon van tornar com a productors de les dos primers lliuraments.
La pel·lícula és protagonitzada per Boyd Holbrook, Olivia Munn, Trevante Rhodes, Keegan-Michael Key, Sterling K. Brown, Jacob Tremblay, Yvonne Strahovski, Alfie Allen i Thomas Jane. El rodatge es va completar en juny de 2017 i va ser estrenada el 14 de setembre de 2018, a través de 20th Century Fox, en format IMAX, així com en formats estàndard.

## Argument
Una nau Yautja aterra estavellant-se a la Terra. El franctirador de l'armada Quinn McKenna i el seu equip són atacats pel Predator de la nau, qui està allí en una missió de recuperació. McKenna incapacita al Predator i retira la seva armadura. Per la seva banda, l'agent de l'exèrcit nord-americà Will Traeger porta al Predator a un laboratori per a experimentació i observació, reclutant a la biòloga evolucionista Casey Bracket per estudiar-ho. El Predator desperta, allibera els seus lligams i mata als treballadors del laboratori, deixant visqui a Bracket abans d'anar-se.
Quinn és portat en un bus al costat d'un grup d'altres captius del govern, incloent a l'exmarine Gaylord "Nebraska" Williams, els veterans militars Coyle i Baxley, el pilot d'helicòpter Nettles i Lynch, un altre exmarine. Veient com el Predator escapa del laboratori, ells prenen control del bus. Portant a Bracket amb ells, es dirigeixen a la casa de la exemmanilla de McKenna, Emily, on esperen trobar l'armadura del Predator que McKenna va enviar per correu a la seva llar. De qualsevol forma, el fill autista de Quinn, Rory, ha sortit a demanar dolços disfressat amb l'armadura, ja que és Halloween, esperant evitar així als pinxos que solen assetjar-ho.
Quinn i els altres el troben just a temps per detenir a un parell de rastrejadors depredadors d'atacar al noi. El Predator apareix i els persegueix fins a una escola propera. Ells començaven a retornar-li l'armadura al Predator quan un altre depredador encara més gran arriba i mata al primer. Ells fugen, i el segon Predator comença a buscar la tecnologia perduda.
Bracket conclou que els Predators estan intentant millorar-se a si mateixos amb l'ADN dels humans i, presumiblement, dels habitants d'altres planetes. Ells fugen cap a un graner, però Traeger els troba i els captura, compartint la seva teoria que el canvi climàtic detindrà als Predators d'obtenir ADN humà per a futures hibridacions, per la qual cosa s'estan apurant a obtenir-ho abans que els humans s'extingeixin i sigui massa tarda. En veure que Rory dibuixa un mapa cap a la nau, Traeger l'hi porta perquè ho guiï. L'equip escapa i va després d'ell, amb l'ajuda d'un Rastrejador Predator amb dany cerebral després d'un cop, qui ara segueix al grup.
Quan tots arriben al lloc on es va estavellar la nau del Predator, el segon Predator arriba, mata a Lynch i els explica, a través d'un programari de traducció, que farà explotar la nau perquè no caigui a les seves mans i després els avisa que els donarà un avantatge abans que els caci. El Predator mata a la majoria de l'equip. Traeger intenta usar una arma del Predator en contra de l'extraterrestre, però aquesta falla i es mata accidentalment en el procés.

El Predator presa a Rory, presumiblement pensant que el seu autisme és un signe d'evolució en l'espècie humana i podria ser de molta ajuda en el procés d'hibridacion, i fuig amb el nen en la seva pròpia nau. McKenna, Nebraska i Nettles aterren en la nau, però el Predator activa un camp de força. Aquest camp talla les cames de Nettles, qui cau de la nau a la seva mort. Nebraska, afectat per l'altura, se sacrifica a si mateix llançant-se en la turbina de la nau, causant que aquesta s'estavelli. McKenna s'introdueix en la nau mentre aquesta descendeix i ataca al Predator. Després que s'estavelli, Bracket arriba, i entre els tres aconsegueixen matar el Predator gran. Després, presenten els seus respectes als seus camarades caiguts enterrant una baratija representativa de cadascun abans d'anar-se.
Després d'aquestes escenes, McKenna i Rory són vists en un laboratori, observant mentre s'obre una càrrega oposada en la nau del Predator inicial. Una peça de tecnologia sura fora de la seva càpsula i envolta a un treballador del laboratori, notant-se que aquesta tecnologia funciona com un vestit "Assassí de Predators" transformativo abans de desactivar-se, sent una ajuda que el primer Predator els va deixar als humans perquè lluitin amb els éssers més grans de la seva raça si aquests tornen a la Terra.

## Repartiment
- Boyd Holbrook com Quinn McKenna, exmarit d'Emma i pare de Rory i excomandante de les Forces Especials i Marines que descobreix l'existència dels feroços depredadors però descobreix que ningú creu que existeixin. Originalment se li va oferir el paper a James Franco, però aquest ho va rebutjar, abans que Benicio del Toro fos seleccionat, qui després va haver de retirar-se a causa de conflictes de programació.
- Trevante Rhodes com Nebraska Williams,[6] un exmarine que s'allista en una operació especial de caça de depredadors encapçalada per Quinn, el seu millor amic.[7]
- Jacob Tremblay com Rory McKenna, el fill amb problemes d'Emma i Quinn, té una forma de autisme i és víctima de bullying a l'escola, però es converteix en una peça clau en la lluita contra els depredadors a causa de la seva extraordinària intel·ligència i habilitat per aprendre idiomes.
- Keegan-Michael Key com Coyle, un veterà militar que s'uneix a Quinn i Williams per lluitar contra els depredadors.[8]
- Olivia Munn com Casey Bracket, una científica biòloga que s'uneix a la missió per combatre els depredadors.
- Sterling K. Brown com Will Traeger, agent del govern que empresona a Quinn però després busca la seva ajuda per lluitar contra els depredadors.[9]
- Thomas Jane com un Baxley, un veterà militar de les guerres de Afganistan i l'Iraq que sofreix de trastorn d'estrès posttraumàtic. S'uneix a Quinn i altres exmarines i veterans en la lluita contra els depredadors.
- Alfie Allen com Lynch, un exmarine que s'uneix a Quinn i altres exmarines i veterans en la lluita contra els depredadors.[10]
- Augusto Aguilera[11] com Nettles, un expilot d'helicòpters Blackhawk que va sofrir una lesió de trauma cerebral per un accident en el passat.
- Jake Busey[12] com Sean Keyes, el fill de Peter Keyes, personatge de la primera seqüela, interpretat pel seu pare en la vida real, l'actor Gary Busey.
- Yvonne Strahovski com Emily McKenna, l'exesposa de Quinn i mare de Rory.
- Niall Matter[13] com Sapir
- Brian A. Prince com el Predator
- Javier Lacroix com el cantinero que Holbrook cerca a Mèxic per manar per paqueteria els accessoris del Predator a la seva casa.

## Producció

### Preproducció
El juny de 2014 Fox va anunciar una seqüela que Shane Black, qui també va co-protagonitzar com el personatge secundari Rick Hawkins en Predator, dirigiria i co-escriuria al costat de Fred Dekker amb John Davis com a productor. Davis ha dit de la pel·lícula que van crear "és nova i torna a imaginar la franquícia d'una manera diferent i interessant." Al febrer de 2016, Black va confirmar que el títol de la nova seqüela seria The Predator. Shane Black s'ha referit al projecte com una pel·lícula d'esdeveniments que té com a objectiu elevar la sèrie Predator: "És un intent de 'tornar a fer' al Predator de nou ... Un intent de fer-ho més misteriós." Black també va expressar que la pel·lícula marcaria un retorn a l'escala "íntima" de la pel·lícula original i que els realitzadors esperaven aconseguir "la mateixa sensació de sorpresa i novetat que va tenir Encontres a la tercera fase quan va sortir".
Shane Black després va confirmar que la pel·lícula estaria ambientada en l'actualitat i que el personatge titular tindria un conjunt millorat d'armadura. Black també va indicar que la pel·lícula seria una seqüela ambientada en el present, 2018, seguint els esdeveniments de Predator i Predator 2, però ambientada abans dels esdeveniments de la pel·lícula Predators, de 2010. També va esmentar que va buscar els detalls de la trama establerts en les pel·lícules Predator anteriors a les quals podia vincular retrospectivament amb la nova cinta. Amb aquesta finalitat, Jake Busey va ser triat com el fill de Peter Keyes, un personatge que va ser retratat pel mateix pare de Busey, Gary Busey, en Predator 2. Al febrer de 2016, l'estudi va revelar una imatge de la pel·lícula, confirmant el títol de Predator.
Martin Whist es va exercir com a dissenyador de producció de la pel·lícula, mentre que la casa d'efectes Amalgamated Dynamics va proporcionar els efectes de la criatura per a Predator, havent-ho fet prèviament per les dues primeres pel·lícules de Alien vs. Predator.
En una entrevista amb Variety al setembre de 2016, Stacey Snider, l'actual directora executiva de 20th Century Fox, va parlar una mica sobre Predator i els seus pensaments sobre el guió de Shane Black i Fred Dekker:
| « | Tenim una pel·lícula de Predator que surt inesperada i completament fresca. Vaig imaginar que prendria 500 hores llegir el guió, que seria una jungla interior, més jungla exterior i després es donaria la baralla, però Emma [Watts] va sortir i va reclutar a Shane Black. Des de la primera pàgina, no es llegia com una pel·lícula de Predator. Està ambientada en els suburbis. Hi ha un nen petit i el seu pare al centre de l'acció. | » |

### Càsting
Arnold Schwarzenegger va conversar amb Black sobre tornar a la pel·lícula com el seu personatge després de la primera pel·lícula de Predator. El raper 50 Cent també va parlar de la possibilitat de participar en la pel·lícula, però va acabar abandonant la idea. Per a setembre de 2016, Benicio del Toro havia signat per protagonitzar la pel·lícula. No obstant això, en el mes següent, Boyd Holbrook va reemplaçar a De el Toro, qui va deixar el projecte a causa de problemes de programació. Al novembre de 2016, Olivia Munn es va unir a l'elenc. El gener de 2017, Trevante Rhodes, Keegan-Michael Key, Sterling K. Brown, Thomas Jane i Jacob Tremblay també es van unir al repartiment. Al febrer d'aquest any, Alfie Allen i Yvonne Strahovski es van agregar a l'elenc. Al març, per a l'últim paper principal, va ser seleccionat Augusto Aguilera, mentre que Jake Busey també va ser seleccionat per a un paper secundari. Edward James Olmos també es va unir al repartiment en el rol de Sánchez, un general militar. L'agost, Olmos va anunciar que el seu rol havia estat eliminat del tall final de la cinta per reduir la durada, ja que el seu personatge no era tan important per a la trama.

### Rodatge
La filmació estava programada per començar al febrer de 2017 a Vancouver, Columbia Britànica, Canadà. El 21 de novembre de 2016, es va confirmar que Larry Fong seria contractat com a director de fotografia de la pel·lícula. Black va anunciar en el seu compte oficial de Twitter que la filmació va començar el 20 de febrer de 2017. La filmació va concloure el 2 de juny de 2017. La fotografia addicional en Vancouver va tenir lloc al març de 2018. Keegan-Michael Key va declarar que el tercer acte de la pel·lícula va ser en la seva majoria reescrit i que es regrabó principalment durant la fotografia addicional.

### Música
Henry Jackman va escriure la banda sonora per a la pel·lícula.

## Llançament
The Predator va ser programada originalment per 20th Century Fox per a una data de llançament el 2 de març de 2018, abans que la data s'avancés al 9 de febrer de 2018. Després es va retardar fins al 3 d'agost de 2018. Al febrer de 2018, l'estrena de la cinta es va retardar fins al 14 de setembre de 2018. La pel·lícula es va estrenar als cinemes en format IMAX i tradicional.

## Recepció
The Predator ha rebut ressenyes mixtes de part de la crítica i l'audiència. En el lloc web especialitzat Rotten Tomatoes, la pel·lícula posseeix una aprovació de 32%, basada en 248 ressenyes, amb una qualificació de 4.8/10, mentre que de part de l'audiència té una aprovació de 43%, basada en 4.945 vots, amb una qualificació de 2.9/5.
El lloc web Metacritic li ha donat a la pel·lícula una puntuació de 48 de 100, basada en 49 ressenyes, indicant "ressenyes mixtes". Les audiències enquestades per CinemaScore li han donat a la pel·lícula una "C+" en una escala d'A+ a F, mentre que en el lloc IMDb els usuaris li han donat una qualificació de 5.8/10, sobre la base de 40.091 vots.

## Premis i nominacions

### EDA Special Mention Award Alliance of Women Film Journalists
| Any  | Categoria                                      | Nominació    | Resultat |
| ---- | ---------------------------------------------- | ------------ | -------- |
| 2018 | Remake or Sequel That Shouldn't Have Been Made | The Predator | Nominada |

### Fright Meter Awards
| Any  | Categoria   | Nominació    | Resultat |
| ---- | ----------- | ------------ | -------- |
| 2018 | Best Makeup | The Predator | Nominada |

### Golden Schmoes Awards
| Any  | Categoria                          | Nominació    | Resultat   |
| ---- | ---------------------------------- | ------------ | ---------- |
| 2018 | BIGGEST DISAPPOINTMENT OF THE YEAR | The Predator | Guanyadora |

### Golden Trailer Awards
| Any  | Categoria                                                                       | Nominació        | Estudi           | Agència            | Resultat |
| ---- | ------------------------------------------------------------------------------- | ---------------- | ---------------- | ------------------ | -------- |
| 2019 | Golden Fleece TV Spot (for a Feature Film) Best Summer Blockbuster 2018 TV Spot | Predator Upgrade | Fox              | Rogue Planet       | Nominat  |
| 2019 | Best Voice Over TV Spot (for a Feature Film)                                    | The Predator     | 20th Century Fox | Trailer Park, Inc. | Nominat  |
| 2019 | Best Thriller Poster                                                            | The Predator     | Fox              | Concept Arts       | Nominat  |

## Classificació per edats
| País      | Classificació                          |
| --------- | -------------------------------------- |
| Austràlia | DT.15+                                 |
| Àustria   | 16                                     |
| Argentina | 13 C/R                                 |
| Brasil    | 18 16 (re-classificació)               |
| Canadà    | 18A (Alberta) 18A (Columbia Britànica) |
| Alemanya  | 16                                     |
| Hong Kong | IIB                                    |
| Hongria   | 18                                     |
| Indonèsia | 17+                                    |
| Islàndia  | 16                                     |

| País          | Classificació |
| ------------- | ------------- |
| Japó          | R-15          |
| Malàisia      | 18            |
| Mèxic         | B-15          |
| Països Baixos | 16            |
| Nova Zelanda  | R16           |
| Noruega       | 16            |
| Filipines     | R-13          |
| Portugal      | M/14          |
| Singapur      | M18           |
| Corea del Sud | 18            |
| Espanya       | 16            |
| Regne Unit    | 15            |
| Estats Units  | R             |